# Muath al-Kasasbeh
Muath al-Kasasbeh (arabiska: معاذ صافي يوسف الكساسبة), född 29 maj 1988 i Kerak, Jordanien, död omkring 3 februari 2015 i Syrien, var en jordansk stridspilot som fångades av IS. Han brändes senare levande.
Al-Kasasbehs F-16 kraschade i närheten av ar-Raqqa vid floden Eufrat i Syrien den 24 december 2014. Al-Kasasbeh satt internerad hos IS till dess att han mördades genom att brännas levande i en låst stålbur. Hans dödsdatum är dock osäkert. Videofilmen som visar hur han bränns till döds publicerades den 3 februari 2015, men mordet kan ha ägt rum så tidigt som i början av januari.
Dagen därpå, den 4 februari, svarade Jordanien med att avrätta två dödsdömda IS-terrorister, Sajida Mubarak Atrous al-Rishawi (född 1965) och Ziad Khalaf Raja al-Karbouly. IS skall ha krävt Rishawi i utbyte mot Kasasbeh.
Samma dag anföll jordanskt stridsflyg IS-fästen i Mosul och dödade 55 IS-soldater.